# James Ellsworth Noland

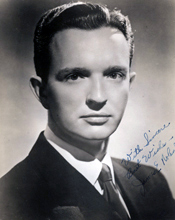
James Ellsworth Noland

James Ellsworth Noland (* 22. April 1920 in La Grange, Lewis County, Missouri; † 12. August 1992 in Indianapolis, Indiana) war ein US-amerikanischer Jurist und Politiker. Zwischen 1949 und 1951 vertrat er den Bundesstaat Indiana im US-Repräsentantenhaus; später wurde er Bundesrichter.

## Werdegang
James Noland studierte bis 1942 an der Indiana University. Während des Zweiten Weltkrieges diente er zwischen 1943 und 1946 in der US Army. Nach dem Krieg setzte er seine Ausbildung mit einem Jurastudium an der Indiana University fort. Danach studierte er noch an der Harvard University. In der Folge arbeitete er als Rechtsanwalt.
Politisch war Noland Mitglied der Demokratischen Partei. Im Jahr 1946 kandidierte er noch erfolglos für den Kongress. Bei den Wahlen des Jahres 1948 wurde er dann aber im siebten Wahlbezirk von Indiana in das US-Repräsentantenhaus in Washington, D.C. gewählt, wo er am 4. Januar 1949 die Nachfolge von Gerald W. Landis antrat. Da er im Jahr 1950 nicht bestätigt wurde, konnte er bis zum 3. Januar 1951 nur eine Legislaturperiode im Kongress absolvieren.
1952 arbeitete Noland für den Attorney General von Indiana. Danach war er in den Jahren 1956 und 1957 als Jurist für die Stadt Indianapolis tätig. Von 1958 bis 1966 gehörte er dem Wahlausschuss des Staates Indiana an. Noland war zwischen 1959 und 1966 Sekretär im Staatsvorstand seiner Partei. Im Jahr 1964 war er Delegierter zur Democratic National Convention in Atlantic City, auf der Präsident Lyndon B. Johnson zur Wiederwahl nominiert wurde. Von 1966 bis 1992 war er Richter am Bundesbezirksgericht für den südlichen Bezirk von Indiana (United States District Court for the Southern District of Indiana). Von 1984 bis 1986 fungierte er dort als Oberster Richter und damit als Nachfolger von Samuel Hugh Dillin; danach wechselte er in den Senior-Status. James Noland starb am 12. August 1992 in Indianapolis, wo er auch beigesetzt wurde.